# 排雷线形装药

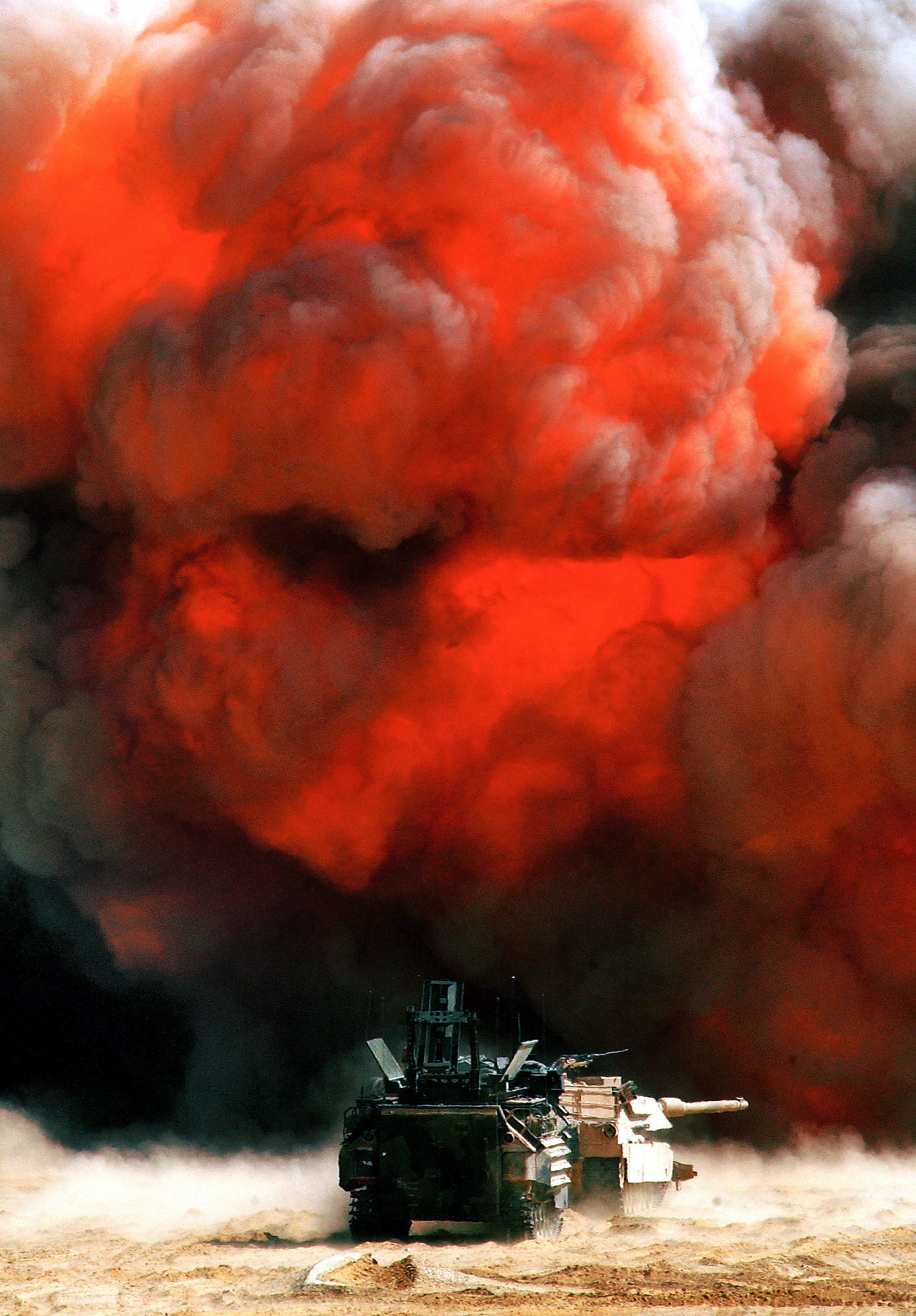
在Exercise Bright Star 2001期间，线性装药在两辆装甲车前引爆

排雷线形装药（缩写为MCLC或MICLIC ；发音为/mɪk.lɪk/或“mick-lick ”）是一种用于在战斗条件下在雷场中制造缺口的装置。虽然种类繁多，但基本设计是将多个装药连成一条线，投射到雷区内爆炸，引爆所有埋设的地雷，为部队通过扫清道路。
这类系统可以是车载的，也可以由士兵携带。便携式 MCLC主要用于为步行步兵扫清较小的路径，而较大的车载式MCLC则用于为战车扫清路径。该系统并不能保证清除所有类型的地雷。

## 历史
英国和英联邦在第二次世界大战期间开发了他们的系统。加拿大人在1941年至1942年开发了超大型的爆破筒，称为“蛇”。而一种更灵活的型号被称为“Conger”，它于 1944年开发，是一种可以被发射穿过雷区的管子，随后则能被充入炸药并引爆。
Conger是一种 2 英寸（51 毫米）直径的织物软管，由5英寸（127 毫米）火箭拖带发射。管子和火箭安装在一辆被改造为由坦克（通常是丘吉尔 AVRE ）拖曳的通用载具上。在使用时，火箭拖着软管穿过需要清理的区域。然后使用压缩空气将液态炸药——大约超过一吨“822C”硝化甘油——泵入软管，然后再引爆。 Conger曾在诺曼底登陆中使用，并曾那里出现过早引爆的情况 。
在战后时期，英国引进了Giant Viper 。
1991 年，在第一次海湾战争期间，长约100米，内含800公斤炸药的Giant Viper在内的排雷线形装药被联军用来穿越沙特-科威特边境沿线的大片伊拉克雷区  。
在南非边境战争期间，南非军队使用 Plofadder 系统从安哥拉和古巴布设的雷区中清理出道路 。

## 当前使用

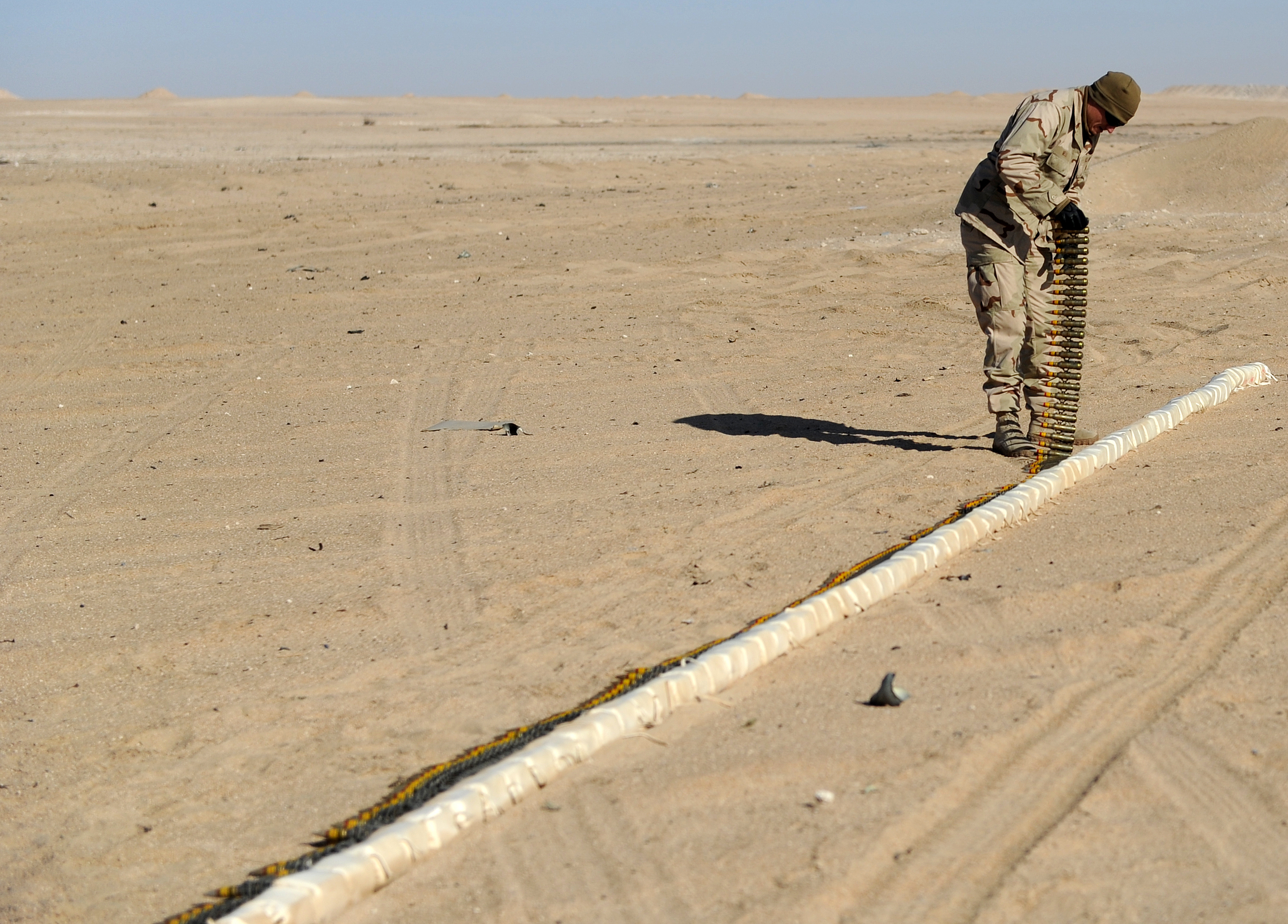
布置线形装药用于销毁多余的弹药

当前使用的系统包括英国的 Python ，它可以开辟出7.3-（24-英尺）宽180—200-（590—660-英尺）长路径，以及美国M58 排雷线形装药，可以开辟出 8 m 宽乘 100 m 长的路径 。两者都是部署在车辆牵引的拖车中的重型系统。
美国陆军还使用反人员障碍破除系统，它可以清除 0.6 到 1.0 米乘以 45 米的路径，而且重量很轻，可以由两名士兵携带。
在叙利亚战争和乌俄战争期间，俄罗斯和叙利亚军队使用他们的UR-77 Meteorit MICLIC 系统作为进攻性武器，在城市战斗中摧毁建筑物  。

## 对策
一些现代地雷，例如意大利的SB-33 地雷，有一个引信装置，如果地雷受到逐渐、稳定的压力，它就会引爆地雷，但如果受到突然的冲击，它就会锁定引信。这样的地雷可以防止被线形装药清除。

## 例子
- M58 MICLIC
- 反人员障碍破除系统(APOBS)
- Python 雷区破坏系统
- Charge Line Mine Clearing（车辆）- 印度
- UR-77 苏联扫雷系统（火箭发射的爆炸软管） [11]。用于替换基于BTR-50 PK底盘的UR-67 系统。 [12]
- 土耳其MKE TAMGEÇ和 MKE TAMKAR。由FNSS ACV-15搭载。